# Замок Ладлоу
Замок Ладлоу (англ. Ludlow Castle) — замок в Англии, в городе Ладлоу (графство Шропшир), на границе с Уэльсом. Был основан в XI веке нормандскими баронами из рода Ласи, в 1130 году была возведена главная башня замка. В 1306 году Ладлоу перешёл к Мортимерам, а в XV веке — к Йоркской ветви Плантагенетов. С 1461 года это была часть королевского домена.

## История
Основатель замка Ладлоу Уолтер де Ласи прибыл в Англию в 1066 году в составе армии нормандского герцога Вильгельма Завоевателя. После победы над англосаксами он получил в награду 163 манора, расположенных в семи графствах, в том числе 91 в Херефордшире — на западе Англии, на границе с Уэльсом. В маноре Стэнтон Лейси, в центре своих новых владений, Ласи основал приблизительно в 1075 году замок, который должен был защищать стратегически важную переправу через реку Тим (приток Северна). Сначала крепость называлась Динхэм, но позже получила новое название — Ладлоу.
Каменные стены замка с четырьмя башнями были построены к 1115 году, так что Ладлоу стал одной из первых каменных крепостей Англии. Уолтер де Ласи погиб ещё в 1085 году, и его земли переходили от одного владельца к другому внутри его семьи.. Во время гражданской войны 1135—1154 годов Ладлоу взял штурмом король Стефан. В 1140—1177 годах рядом с замком появился большой внешний двор, а ворота примерно тогда же были перенесены с тем расчётом, чтобы они выходили прямо на растущий город Ладлоу
После смерти последнего мужчины из старшей ветви рода Ласи Ладлоу перешло к его зятю Жоффруа де Женевилю (между 1249 и 1252 годами). При этом владельце стены замка были соединены со стенами города Ладлоу. Наследником Женевиля стал муж его внучки Жанны Роджер Мортимер (1314), пристроивший к внешней стене сторожевую башню, построивший во внешнем дворе часовню и ещё два здания. В последующие десятилетия Ладлоу стал главной резиденцией Мортимеров. Когда этот род угас, замок перешёл к потомку Мортимеров по женской линии Ричарду, герцогу Йоркскому, и стал главным административным центром его владений в Валлийской марке.
Во время Войн Алой и Белой розы, начавшихся в 1455 году, Ладлоу был безопасным убежищем йоркистов вдали от театра боевых действий. Сын Ричарда Эдуард в 1461 году захватил корону, и Ладлоу стал частью королевского домена. Именно там разместился Совет Валлийской марки. В 1493 году король Генрих VII передал Ладлоу своему наследнику Артуру. Последний умер в этом замке в 1502 году, но Совет продолжил работу, так что Ладлоу стал административным центром всего Уэльса. В 1530-х годах замок пережил масштабный ремонт. В первой половине XVII века его убранство стало ещё более роскошным, но вскоре началась гражданская война. Парламентская армия заняла Ладлоу в 1646 году и вывезла из него всё ценное. От этого удара замок уже не оправился, к тому же в 1689 году был упразднён Совет Валлийской марки.
Замок начал разрушаться, так что в 1704 году губернатор Ладлоу даже предложил его снести, чтобы построить на том же месте более современные здания. Даниель Дефо, побывавший там в 1722 году, констатировал, что замок находится в полном упадке. Многие здания полностью разрушились, развалины заросли травой. В 1772 году Ладлоу арендовала на 31 год аристократическая семья Гербертов, организовавшая частичный ремонт. Тем временем в Англии рос интерес к старине, и Ладлоу превратился в популярную достопримечательность: туда приезжали туристы, замку посвящали свои стихи многие поэты. В 1811 году замок купил лорд Клайв, построивший на месте теннисного корта и гостиницы Касл Хаус.
Популярность Ладлоу выросла после 1852 года, когда в эту часть Шропшира протянули железную дорогу. В 1903 году в замке начались археологические раскопки, в 1915 году он был объявлен памятником старины. Касл Хаус в 1956 году был продан собственниками муниципалитету Ладлоу. Во второй половине XX века число туристов заметно уменьшилось из-за плохого состояния замка. Касл Хаус внесён в список объектов, подверженных риску.